# Петренко, Владимир Иванович (директор института)
Владимир Иванович Петренко (26 июня 1942 — 11 апреля 2013) — директор проектного института ОАО «Сумской Промпроект» г. Сумы.

## Биография
Родился в 1942 году.
После окончания школы два года работал электромонтажником с строительных организациях.
В 1966 году закончил Полтавский инженерно-строительный институт.
С 1966 по 1972 годы был прорабом на строительстве сумского завода «Химпром».
С 1972 по 1975 годы занимал должность заместителя председателя Сумского областного правления научно-технического общества (НТО).
С 1975 года по настоящее время работает в сумском институте «Промпроект», пройдя все ступени роста от руководителя группы до директора ОАО «Сумской Промпроект».
Петренко В. И. входит в состав Совета Ассоциации «Украинское объединение проектных организаций».

## Награды и звания
- В 1973 году награждён серебряной медалью ВДНХ СССР.